# Nørup Kirke
Nørup Kirke er en kirke i landsbyen Nørup omkring 15 km vest for Vejle. Den ligger i Nørup Sogn, Ribe Stift.
Kirken bærer præg af tilhørsforhold til herregården Engelsholm især af en stor ombygning 1732-33 af Gerhard de Lichtenberg. I sin kerne består kirken af et romansk kor og skib opført af granitkvadre over dobbelt skråkantsokkel. Af detaljer er kun bevaret et romansk vindue i østgavlen. Tårnet er opført i sengotisk tid af munkesten og kampesten, overdelen blev ombygget i 1732 med løgkuppel, som er typisk for Lichtenbergs ombygninger. Nordkapellet er opført i 1621 af Margrethe Lange. Våbenhuset stammer fra den store ombygning i 1732.
I 1986, blev der lavet en dokumentarfilm om Nørup Kirke instrueret af Axel Marcussen.